# Отличный шофёр
Воинский нагрудный знак «Отличный шофёр» являлся наградой для особо отличившихся шофёров автомобильных войск и автотранспортных частей Красной (с 1946 года — Советской) Армии, был учреждён Указом Президиума ВС СССР от 08.07.1943 г. «Об утверждении нагрудных знаков „Отличный шофёр“ и „Отличный дорожник“».
Шофёрам, награждённым нагрудным знаком «Отличный шофёр», вручалась также эмблема «Отличный шофёр» для установки в кабине автомашины на стекле, наверху с правой стороны.
Нагрудным знаком «Отличный шофёр» награждались военнослужащие рядового и младшего начальствующего состава автомобильных войск и автотранспортных частей Красной Армии, систематически показывающие высокие образцы:
— отличного безаварийного вождения автомашины по подвозу действующим войскам боеприпасов, продовольствия и снаряжения при экономии горючих и смазочных материалов и резины;
— отличной работы по восстановлению автомашины и поддержанию её в постоянной готовности к выполнению задачи;
— бережного содержания и сбережения в боевой обстановке автомашины и личного оружия;
— по вывозу раненых, трофейного имущества с фронта в тыл;
— за ценные изобретательские и рационализаторские предложения, способствующие укреплению боеспособности автомобильных войск и автотранспортных частей Красной Армии.
Правом награждения знаком «Отличный шофёр» пользовались начальник Главного автомобильного управления Красной Армии, начальники автомобильных управлений фронтов и округов, начальники автоотделов армий, командиры корпусов, дивизий, бригад и отдельных автомобильных полков.
О награждении знаком «Отличный шофёр» объявлялось в приказе по автомобильному управлению фронта (округа) с занесением награды в красноармейскую книжку награждённого бойца и младшего командира.

## Порядок ношения
Нагрудный знак «Отличный шофёр» носился на парадной и повседневной военной форме одежды с правой стороны первым и размещался на расстояниях, установленных инструкцией по ношению формы одежды.